# Elgin & Winter Garden

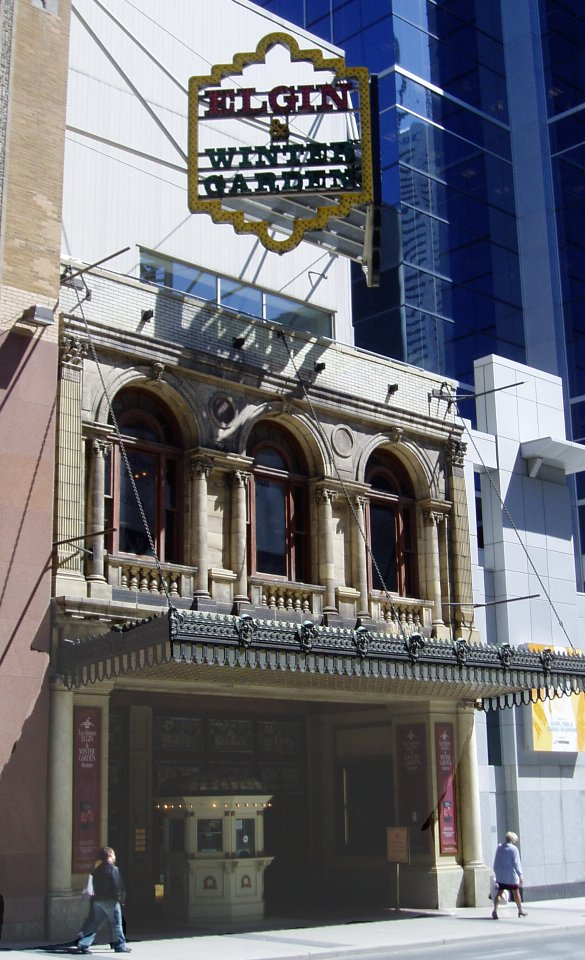
Wejście do teatrów Elgin i Winter Garden

Elgin & Winter Garden - unikatowy na skalę światową zespół teatrów, jedyny funkcjonujący tzw. "double decker" - teatr o dwóch scenach. Jego lokalizacja to Young Street przy Eaton Centre, Toronto (prowincja Ontario), w Kanadzie.
Teatry tego rodzaju powstawały na przełomie wieków w prężnie rozwijających się miastach, gdzie działki w centrach były kosztowne. Zespół Elgin & Winter Garden został zaprojektowany przez architekta z Nowego Jorku, Thomasa W. Lamba, dla sieci wodewili Marcusa Loew. 
Teatr Elgin został otwarty w 1913 r., a rok później – Winter Garden. Gości zachwyciły zarówno bogate dekoracje teatru Elgin, jak i Winter Garden, który dodatkowo został udekorowany ponad 5000 gałęzi z liśćmi zwisających z sufitu. 
W 1928 r., wraz z upadkiem wodewili, teatr Winter Garden został zamknięty na ponad pół wieku, przy nienaruszonej oryginalnej dekoracji wnętrz. W 1989 r. teatry przeszły gruntowną renowację i zostały ponownie oddane widzom i zwiedzającym. Pierwszym wystawionym spektaklem był musical Cats (Koty) na podstawie utworu T.S. Eliota.
Nieopodal teatrów znajduje się sala Massey Hall, inny znany, zabytkowy teatr Pantages z 1920 r. (obecnie nazwany Canon) oraz ciekawy budynek Bank of Toronto z 1906 r. (architekt E.J. Lennox), z wielkimi klasycystycznymi kolumnami, dziś siedziba Ontario Heritage Foundation.